# 3885 Богородски
3885 Bogorodskij је астероид главног астероидног појаса чија средња удаљеност од Сунца износи 2,754 астрономских јединица (АЈ).
Апсолутна магнитуда астероида је 12,1.